# Skolebrød

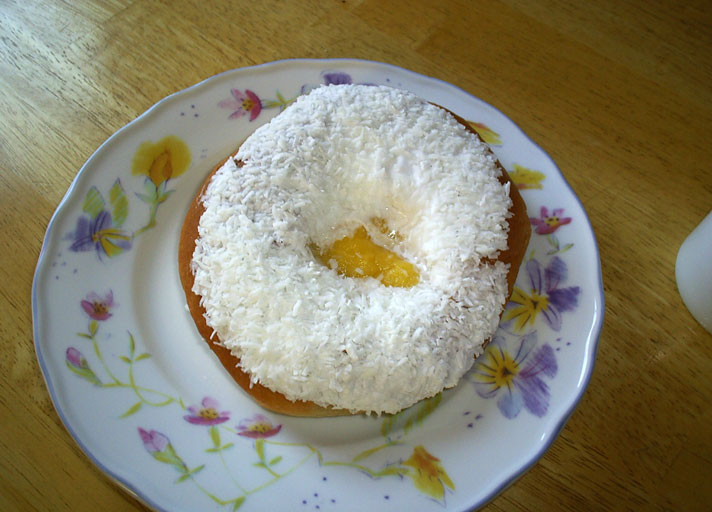
Skolebrød.

El skolebrød es un pequeño pastel típico de la gastronomía noruega. Su nombre significa en idioma noruego 'pan de la escuela'. Al skolebrød se lo conoce también como skolebolle, que en noruego significa 'pan dulce de la escuela'.
Se prepara con leche, mantequilla, levadura, azúcar, cardamomo, harina, vainilla, huevo y coco, entre otros ingredientes posibles.
En 2009, se realizó un concurso a nivel nacional en Noruega, involucrando a alumnos de escuelas de todo el país, con el propósito de incitar a los jóvenes a crear nuevas recetas de skolebrød y de elegir las mejores. El concurso se denominaba Fremtidens skolebrød ('el skolebrød del futuro') y consiguió reunir más de 80 recetas.
1. ↑  http://scandinavianfood.about.com/od/pastryrecipes/r/schoolbread.htm Archivado el 10 de marzo de 2016 en Wayback Machine. (en inglés)
2. ↑  http://www.avisa-valdres.no/artikkel.asp?Artid=288494 (en noruego)

- Datos: Q1574018
- Multimedia: Skolebrød / Q1574018